# صباح سبتمبر
صباح سبتمبر(بالإنجليزية: September Morn)‏ هي لوحة زيتية للفنان الفرنسي بول إميل شاباس قام بالإنتهاء منها في 1911م. تم رسمها على مدار عدة فصول صيفية تصور فتاة عارية تقف في مياة ضحلة لبحيرة ومن خلفها ضوء الشمس.